# ウィル・オ・ウィスプ (ゲーム)
『ウィル・オ・ウィスプ』は、2007年9月6日にアイディアファクトリー（オトメイト）からPlayStation 2用に発売された恋愛アドベンチャーゲーム。2008年10月9日に、本作の1年後の世界が描かれたファンディスク『ウィル・オ・ウィスプ 〜イースターの奇跡〜』が発売された。追加要素としては、前作で人気だったエミリーやファンブックにて紹介されたエミリオの2人を新たに攻略対象に迎え、またミニゲームとして「間違い探し」が加わった。
2009年3月26日にニンテンドーDSとPlayStation Portableへの移植版が同時発売。本編とファンディスクの内容に加え、追加シナリオとミニゲーム「神経衰弱」が収録されている。

## 概要
キャラクターデザインと原画は、シリーズを通して薄葉カゲローが担当。

## ストーリー
19世紀末のロンドン。人形師見習いの少女ハンナは、他の人間が感じないものを見たり聞いたり出来る能力を持つ。ある日、病気で亡くなった祖父の遺品の整理中に2つの鍵を見付ける。それは入ることを禁じられていた地下室に眠る人形を目覚めさせるための鍵だった。ハンナと長い眠りから目覚めた5体の人形が出会うとき、彼女達の運命が大きく動き始める。

## 登場人物

### メインキャラクター
ハンナ
主人公（名前変換可能）。純粋無垢で控えめだが、芯が強く心優しい性格。シャムロックの力を受け継いでおり、他の人間には見えないものが見えるなどの能力を持つ。幼少時に両親を亡くし、唯一の肉親である人形師の祖父に育てられた。周囲の噂や彼女自身の能力のため子供の頃は友達も出来ず一人で人形遊びをしていた。初めて人形を作っている最中、精霊達の声を聞く。その声に答えたハンナが製作中の人形「エミリー」に命を吹き込んだことで、エミリーが動くようになった。人形師としての技術は高く手先も器用だが、エミリーが動き出してから祖父からは人形作りを止められていた。同居していた人形師の祖父が病気で亡くなり、遺品の中にあった「開かずの扉」の鍵を見つけ、その扉の部屋に眠っていた精霊人形のウィルを目覚めさせたことから、事件に巻き込まれていく。家事全般はエミリーが彼女にさせなかったため、まったく出来ない。『〜イースターの奇跡〜』では駆け出しながらも人形師として活躍中。同時にデイビス一家とも交流を持ち、一通りの家事を行えるようになった。
ウィル Will
声：中井和哉
祖父の遺品の鍵でハンナが目覚めさせた精霊人形。緋色の髪にアイスブルーの瞳を持つ。辛辣な性格でオーナーのハンナに対しても言動はきついが、何だかんだで彼女の事を大切に思っている。ある理由により長い間目覚めを拒み、眠り続けていた。自分を目覚めさせたハンナに反抗的なのは、過去のトラウマが起因しており、同時に彼女の「人形は友達」という思考を快く思っていない。表向きの言動や態度のせいでハンナを大切に思うエミリーにはライバル視され睨まれている（エミリー曰く「凶悪人形」）。武器はバスタードソード。名前の由来は作品タイトルでもあるウィル・オ・ウィスプ（Will-o'-the wisp ウィル・オ・ザ・ウィスプ）。
イグニス Ignis
声：子安武人
ハンナを殺すために襲ってきた精霊人形。銀髪に赤い瞳。5体の精霊人形の中で唯一オーナー無しで動くことが出来る。人形師を激しく憎んでいる。人形としての枷から解放する術を持っており、ウィルを除く解放を望まない他の3体からは警戒されている。ウィルが長い眠りから覚めたことで、シャムロックが作った精霊人形が全て動いていることを知り、解放に向けて行動を始める。最後に作られた人形のため、他の4体の人形とは共に過ごした時間が短く、創造主であるシャムロックが生涯を終えるまでずっと傍にいた。長きに渡り精霊人形の解放だけを糧に存在し、孤立しながらもシャムロックの遺志を守り続けている。一見すると冷酷な印象だが、本来は生真面目で責任感の強い性格。武器はシャムシール。名前の由来はイグニス・ファトゥス（Ignis-fatuus）。
ジル Gyl
声：興津和幸
女性と見間違うほど洗練された容姿を持つ人形。5体の中で一番背が高い。紅の髪に金の瞳を持つ。物腰も5体の精霊人形の中では一番温厚で、人に対して友好的。人形は人間の望みを叶える事が存在意義だと考えている。女性には紳士的で優しいが、男らしく大胆かつ豪快な一面もある。武器はレイピア。名前の由来はジル・バーント・テール（Gyl-Burnt-Tail）。
ホブルディ Hobblrdy
声：高城元気
純白の正装に金髪碧眼で、童話の中の王子様のような格好をしている人形。普段は無邪気で明るいが、本来の性格は毒舌家で腹黒く、人形の中ではもっとも現実的な思考の持ち主。いい意味を持たない自分の名前をそのまま呼ばれるのを嫌っており、周りは「ルディ」と呼ぶがウィルは「ホブ」、ジャックとイグニスは変えずに呼んでいる。武器はフランベルジュ。名前の由来はホブルディズ・ランタン（Hobblrdy's-Lantern）。
ジャック Jack
声：江川大輔
黒髪に灰色掛かった眼を持ち、黒斑眼鏡を掛けた人形。人形なのに眼鏡を使用しているのは、近くで見ると人間と違う虹彩を誤魔化すため。人間に対する探究心が非常に旺盛。一度興味を持った対象はとことん知りたがる上、協調性がないため1人行動する事も多い。無口で何を考えているか語らないため本心が分かり難いが、本音しか言わず嘘を吐かない。武器はダガー。名前の由来はジャックランタン（Jack-o'-Lantern ジャック・オ・ランターン）。
エミリオ
声：世戸さおり
『〜イースターの奇跡〜』追加キャラクター。エミリーの男性体。性格はエミリーと同じく、ハンナに対して強い忠誠心を持ち、ウィルとは相性が悪い。ミニゲームでも「イースターバニー」として登場。

### サブキャラクター
エミリー
声：世戸さおり
ハンナが初めて作った人形。自身に深い愛情を注いでくれるハンナの傍にいたいと強く願ったため人形の体を得た。ハンナの家では家事全般を取り仕切っており、メイドとして世話をする。友達として接するハンナに対し、エミリーは友情よりも強い忠誠心で接する。ハンナの事を何よりも大切に思っており、少々過保護すぎる面も見られる。そのためきつい態度で接するウィルとは相性が悪く、彼からは「能面人形」と呼ばれている。混乱を避けるため、客人が来ても決して人前には出ない（人形だとばれると大変なため）。シナリオ中盤、ハンナが外界で行動する事が増えた事で自分は必要ないと思い、機能を停止してしまう。もとより彼女自身はハンナの能力が未発達の時期にできた人形であり、精霊人形としては未完成であった。不完全であった身にも拘らず動く事が出来たのはハンナに対する深い忠誠心だけであった。後にハンナの強い思いにより精霊人形として生まれ変わる。
グロリア
声：小野涼子
ジルのオーナー。聡明で美しい伯爵家の令嬢。ハンナとは祖父の代からの付き合いで、一人になったハンナの良き相談相手でありハンナの憧れの存在でもある。ハンナを身分関係無く妹のように可愛がっている。自分で選んだ婚約者に心変わりされ手ひどく裏切られた事で心に傷を負い、夢の世界へ逃げ込もうとしている。
アーヴィン
声：堀江一眞
ホブルディのオーナー。由緒正しい貴族家庭に生まれ育った3人兄弟の末の子。趣味は呪いの人形集めで部屋には怪しげな人形が大量に飾られている。優秀な兄達にコンプレックスを持っており、そのせいか普段は気弱だが感情の起伏が激しく急にヒステリーを起こす事がある。
ヴィクター
声：勝沼紀義
ジャックのオーナー。産業革命で富を築いたジェントリ。愛する娘を流行病で失ったために、悲嘆に暮れている。人形に精霊ではなく人間の魂を封じ込める方法はないかと研究をしている。
ギルバート
声：ふじたれいこ
『〜イースターの奇跡〜』追加キャラクター。ハンナの向かいに住む少年。愛称はギル。本編では噂からハンナを避けていたが、徐々に仲良くなった。年相応に生意気な部分もあるが、根はいい子。ハンナの家に出入りするウィル達を怪しんでいる。
ミセス・デイビス
声：水谷ケイコ
『〜イースターの奇跡〜』追加キャラクター。ギルバートの母親。ハンナがギルバートと親しくなった事で知り合った。生活能力のないハンナに家事全般を教え、食事に誘うなどとして彼女を気にかけている。

## 用語
精霊人形（エレメンタル・ドール）
シャムロックと呼ばれる人形師が作ったといわれる人形。人形に精霊を封じ込める事で、心を持ち人に近い能力を持った人形が出来上がる。主人公ハンナもその能力を受け継いでいるが、本人は知らない。人形の体であるため体温や痛覚を持たず、食事や睡眠も必要としない。（食事に関しては出来なくはないが、味覚はなく食物を糧とする事もない）また精霊達は体を得る代わりに力の大半を封印されている。これは精霊人形がその力で人間を傷つけたり、オーナーがその力を悪用する事を防ぐためシャムロック自身が施したもの。
精霊（せいれい）
この世界に存在する実態を持たない不確かなもの。シャムロックの力を受け継ぐもののみがその姿を見たり声を聞いたりする事が出来る。意思はあるが、自分が何者か理解していない者も多い。実体がないため性別もなく、精霊人形となったものは徐々に体に合った性別に確定していく。
鍵（かぎ）
シャムロックに作られた精霊人形達はそれぞれ鍵を持っており、その鍵の持ち主が彼らのオーナーとなる。鍵には特別な石がはめ込まれていて、この石がシャムロックの力の源となる。唯一イグニスのみは鍵を持たず、石そのものを体内に埋め込まれている。
オーナー
人形達の鍵を所有する人間の事。オーナーの命令はどんな内容であろうと絶対であり、逆らうことは出来ないため、人形の側に拒否権は存在しない。オーナーが死ぬと、新たなオーナーが鍵を回すまでその人形は眠り続ける。
解放（かいほう）
全ての人形の鍵、そしてシャムロックの系譜に続く能力を持った人形師という条件が揃うことで行うことのできる儀式。精霊人形である彼らの実体（精霊）を人形という器から引き剥がし、人形であるがゆえの枷を取り払い精霊に戻すこと。

## 関連商品

### CD
- ウィル・オ・ウィスプ サウンドトラック（2008年2月6日）
- ウィル・オ・ウィスプ ドラマCD 〜クリスマスの軌跡〜（2008年12月24日）

### 書籍
- ウィル・オ・ウィスプ 公式ビジュアルファンブック エンターブレイン発行（2007年11月30日） ISBN 9784757738782

### 漫画
『月刊コミックブレイドアヴァルス』（マッグガーデン発行）2008年11月号に小野寺サイカによる漫画化第1話が掲載。
- ウィル・オ・ウィスプ（1）2009年3月10日 ISBN 9784861275814
- ウィル・オ・ウィスプ（2）2010年4月10日 ISBN 9784861276668